# 1854 en Lorraine
Chronologie de la Lorraine
- 1850
- 1851
- 1852
- 1853
- 1854
- 1855
- 1856
- 1857
- 1858

Cette page est une liste d'événements qui se sont produits durant l'année 1854 en Lorraine.

## Événements
- Troisième épidémie de Choléra en Lorraine, après celles de 1832 et 1849 [1].
- Inauguration d'une statue dédiée au guérisseur-rebouteux Waris mort en 1850. Le monument porte l'inscription : "Sa mort a mis en deuil la contrée.". Il avait acquis ses dons après avoir retrouvé la main d'une statue mutilée de la vierge en labourant son champ[2],[3].

- Avril : recréation de l'académie de Nancy, pour les quatre départements. Elle comprend la faculté des sciences (mathématiques, physique, chimie et sciences naturelles et celle des lettres (philosophie, histoire, littérature ancienne, littérature française et littérature étrangère) [4] qui s'ajoutent à l'école de Médecine créée en 1797[5]. L'enseignement des mathématiques est confié à Hervé Faye qui est également nommé recteur de la faculté des sciences; l'enseignement de l'histoire naturelle est confié à Dominique-Alexandre Godron qui est également nommé Doyen en novembre; l'enseignement de la chimie revient à Jérôme Nicklès alors que la physique est d'abord confiée à Jean-Marie Seguin à qui succède très rapidement Jules Chautard[6]. À la suite de la guerre franco-allemande de 1870, l'Allemagne annexera une grande partie de la Moselle et de la Meurthe et rattachera tous les établissements d'enseignement des territoires annexés à l'académie de Strasbourg.
- 23 décembre : Louis Bouloumié rachète au cultivateur Charles Rifflard, la source de Gérémoy, réputée diurétique, et un pré de 80 ares, à Vittel dans les Vosges pour 3 950 francs-or[7]. Il avait constaté les bienfaits des eaux minéralisées lors des cures qu'il avait faite à Vittel et Contrexéville en 1852, 1853 et 1854.

## Naissances

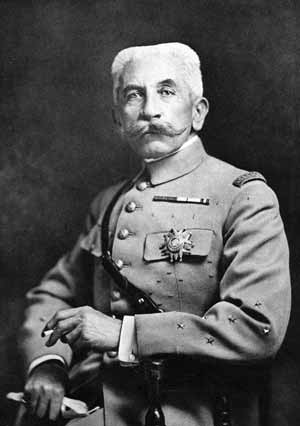
Hubert Lyautey

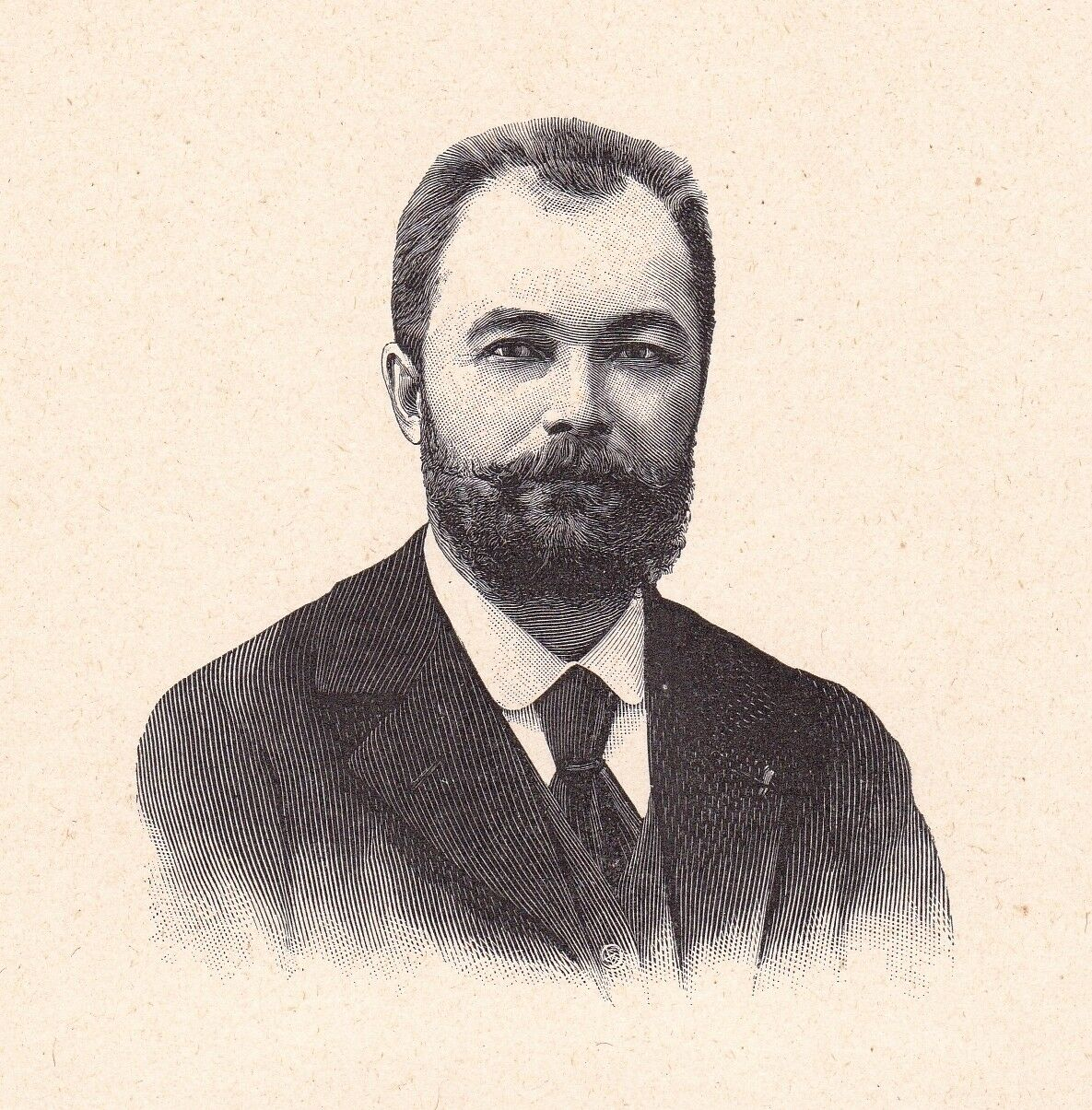
François de Curel

- 20 janvier à  Damvillers : Émile Bastien-Lepage, mort à Neuilly-sur-Seine le 19 janvier 1938, peintre français.
- 13 février à Damblain : Marie-Joseph-Paul-Théodore Renard, ingénieur et inventeur français, aéronaute et pionnier de l'aviation. Son nom est associé à celui de son frère aîné, Charles Renard dont il était le collaborateur à Chalais-Meudon.
- 16 février à Landremont : Amélie Rigard, en religion Sœur Julie (1854-1925), religieuse française.
- 13 mars : Joseph Maurice Pambet, décédé le 6 janvier 1916, général d'armée français.
- 29 avril à Nancy : Henri Poincaré[8], mathématicien, physicien, philosophe et ingénieur français, né le 29 avril 1854 à Nancy et mort le 17 juillet 1912 à Paris. Il a réalisé des travaux d'importance majeure en optique et en calcul infinitésimal. Ses avancées sur le problème des trois corps en font un fondateur de l'étude qualitative[9] des systèmes d'équations différentielles et de la théorie du chaos ; il est aussi un précurseur majeur de la théorie de la relativité restreinte et de la théorie des systèmes dynamiques. Il est considéré comme un des derniers grands savants universels, maîtrisant en particulier l'ensemble des branches des mathématiques de son époque[10].
- 17 mai à Metz : Louis Maurice Bompard, mort le 7 avril 1935 à Grasse (Alpes-Maritimes), diplomate et homme politique français.
- 22 mai à Épinal : Joseph-Jules-Julien Goujon, mort le 18 mars 1912 à Paris 16e[11]), avocat, homme politique et auteur de pièce de théâtre français.
- 5 juin à Metz : Olivier de Fremond[12] (Louis Charles Olivier de Fremond de la Merveillère) (décédé en 1940), officier français. Activiste anti-maçonnique[13], il fut directeur du Comité Anti-Maçonnique et Anti-juif de Loire-Atlantique.
- 10 juin à Metz : François, vicomte de Curel, mort dans le 7e arrondissement de Paris le 26 avril 1928, romancier et auteur dramatique français[2].
- 11 août à Metz : Lucien Nicot, mort le 19 avril 1920 à Paris, journaliste français.
- 18 août à Metz : Paul Chevreux, archiviste et historien français mort le 21 octobre 1913 à Paris[14].
- 6 septembre à Châtillon-sur-Saône : Jan Monchablon[15], pseudonyme de Jean Baptiste Monchablon, mort dans sa commune de naissance le 2 septembre 1904[16], peintre français.
- 7 septembre  à Buxières-sous-les-Côtes : René Marie Michel Alexandre Audéoud, décédé à Paris le 10 mai 1909, officier et explorateur français.
- 30 septembre à Metz : Lucien Bertholon, mort en 1914, médecin et anthropologue français d'origine lyonnaise, spécialiste de l'Afrique du Nord.
- 16 octobre à Metz  : Henri Jean Baptiste Eugène Vever[17] , mort le 23 septembre 1942[18] à Noyers (Eure), joaillier, écrivain et collectionneur d'art français, rattaché au courant de l'Art nouveau. Il est aussi un bibliophile renommé et l'un des principaux collectionneurs d'œuvres d'art japonais d'avant guerre. Il a contribué au renom de la joaillierie Vever.
- 9 novembre à Verdun : Léon Braquier, mort dans sa ville natale le 28 décembre 1936, industriel-confiseur français.
- 16 novembre à Metz : Paul Michaux, mort le 21 novembre 1923 à Paris, chirurgien et dirigeant sportif français. Après ses études à Metz et la défaite de 1870, il se réfugie à Paris où il participe activement à la conférence Olivaint dont il devient le premier président. Après son internat et sa thèse, son parcours professionnel le conduit dans différents hôpitaux de la capitale et de la banlieue où il développe des recherches et innovations médicales.
- 17 novembre à Nancy : Hubert Lyautey[2], mort le 27 juillet 1934 à Thorey, un militaire français, officier pendant les guerres coloniales, premier résident général du protectorat français au Maroc en 1912, ministre de la Guerre lors de la Première Guerre mondiale, puis maréchal de France en 1921, académicien et président d'honneur des trois fédérations des Scouts de France.

## Décès

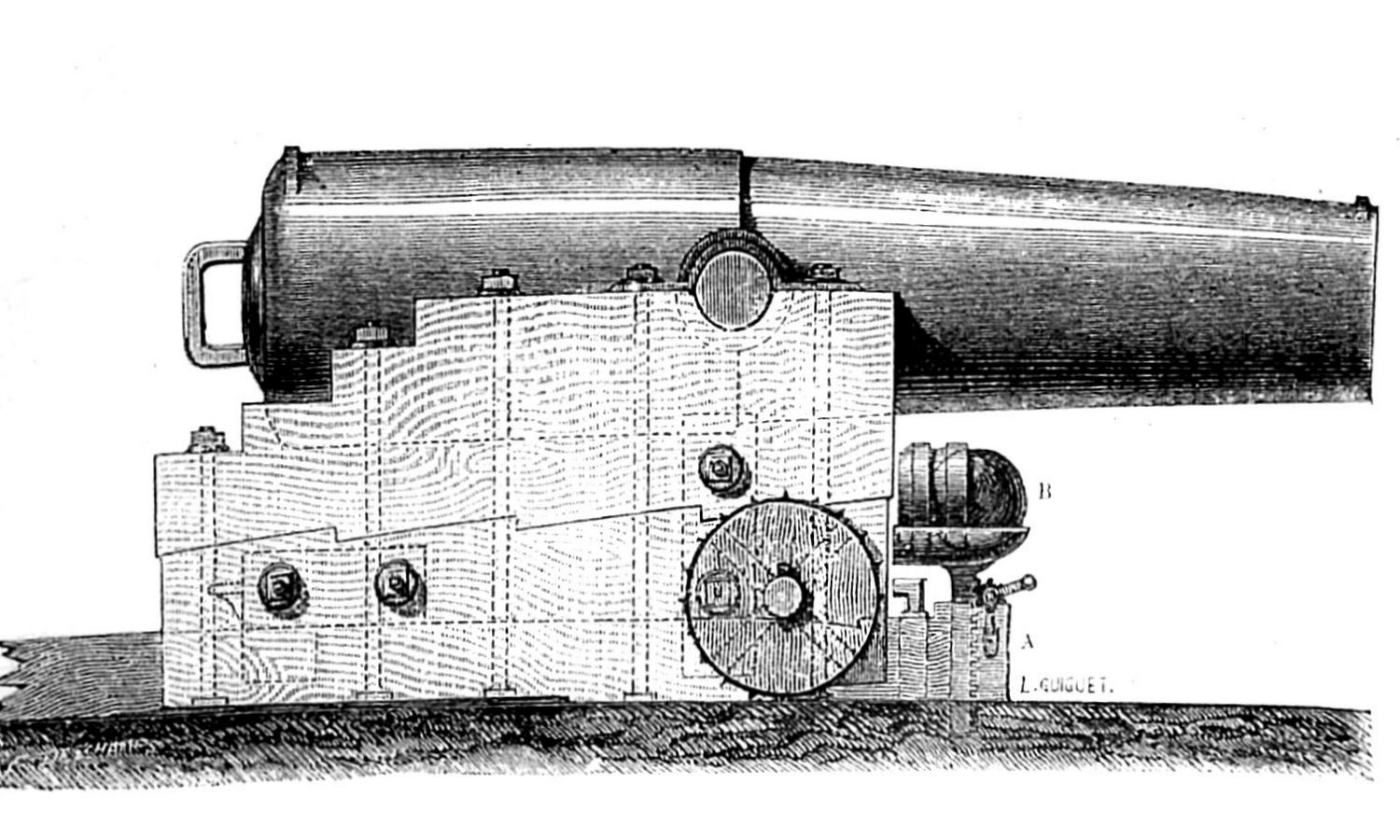
Un canon Paixhans

- 13 janvier à Metz : Marie Octavie Sturel Paigné (1819-1854), artiste peintre française du XIXe siècle. Elle appartient à l'École de Metz.
- 2 juillet à Dun-sur-Meuse (Meuse) : Brice Jean Baptiste Renard, né le 15 juillet 1769 à Dun-sur-Meuse (Meuse), général français de la Révolution et de l’Empire.
- 22 août à Jouy-aux-Arches, en Moselle : Henri-Joseph Paixhans, né le 22 janvier 1783 à Metz , dans les Trois-Évêchés[19], homme politique et général d'artillerie français. Il fut député de la Moselle de 1830 à 1848. Il est connu pour le type de canons qu'il a introduit dans l'armée et pour ses théories sur la guerre navale.
- 8 décembre à Nancy : François Mansuy, baron Thiry, né à Nancy le 16 novembre 1765, avocat et homme politique français.